# Sédrine Portet
Pour les articles homonymes, voir Portet (homonymie).
Sédrine Portet, née le 2 décembre 1980, est une judokate française.

## Biographie
Aux Championnats d'Europe toutes catégories de judo en 2004 à Budapest, elle remporte la médaille de bronze. Elle est aussi médaillée de bronze dans la catégorie des plus de 78 kg aux Jeux de la Francophonie de 2005 à Niamey.